# Miami Heat 2000-2001
La stagione 2000-01 dei Miami Heat fu la 13ª nella NBA per la franchigia.
I Miami Heat arrivarono secondi nella Atlantic Division della Eastern Conference con un record di 50-32. Nei play-off persero al primo turno con i Charlotte Hornets (3-0).

## Risultati
| Squadra            | V  | P  | %    | GB |
| ------------------ | -- | -- | ---- | -- |
| Philadelphia 76ers | 56 | 26 | 68,3 | -  |
| Miami Heat         | 50 | 32 | 61,0 | 6  |
| N.Y. Knicks        | 48 | 34 | 58,5 | 8  |
| Orlando Magic      | 43 | 39 | 52,4 | 13 |
| Boston Celtics     | 36 | 46 | 43,9 | 20 |
| N.J. Nets          | 26 | 56 | 31,7 | 30 |
| Wash. Wizards      | 19 | 63 | 23,2 | 37 |

## Roster
| N° | Naz.                   | Ruolo | Sportivo        | Anno | Alt. | Peso \|\| |
| -- | ---------------------- | ----- | --------------- | ---- | ---- | --------- |
| 4  | Stati Uniti (bandiera) | C     | Duane Causwell  | 1968 | 213  | 109       |
| 5  | Stati Uniti (bandiera) | G     | Eddie House     | 1978 | 185  | 82        |
| 6  | Stati Uniti (bandiera) | GA    | Eddie Jones     | 1971 | 198  | 86        |
| 7  | Stati Uniti (bandiera) | A     | Don MacLean     | 1970 | 208  | 107       |
| 9  | Stati Uniti (bandiera) | GA    | Dan Majerle     | 1965 | 198  | 98        |
| 10 | Stati Uniti (bandiera) | G     | Tim Hardaway    | 1966 | 183  | 79        |
| 12 | Stati Uniti (bandiera) | A     | Bruce Bowen     | 1971 | 201  | 84        |
| 13 | Stati Uniti (bandiera) | A     | Jamal Robinson  | 1973 | 201  | 96        |
| 14 | Stati Uniti (bandiera) | A     | Anthony Mason   | 1966 | 201  | 113       |
| 21 | Stati Uniti (bandiera) | G     | Ricky Davis     | 1979 | 198  | 88        |
| 23 | Stati Uniti (bandiera) | A     | Cedric Ceballos | 1969 | 198  | 86        |
| 25 | Stati Uniti (bandiera) | G     | Anthony Carter  | 1975 | 185  | 86        |
| 33 | Stati Uniti (bandiera) | C     | Alonzo Mourning | 1970 | 208  | 109       |
| 35 | Stati Uniti (bandiera) | C     | Todd Fuller     | 1974 | 211  | 116       |
| 44 | Stati Uniti (bandiera) | A     | Brian Grant     | 1972 | 206  | 115       |
| 45 | Stati Uniti (bandiera) | AC    | A.C. Green      | 1963 | 206  | 100       |

## Staff tecnico
- Allenatore: Pat Riley
- Vice-allenatori: Bob McAdoo, Stan Van Gundy, Marc Iavaroni, Erik Spoelstra, Jeff Bzdelik, Keith Askins
- Preparatore fisico: Bill Foran